# Karl Christoffel
Karl Christoffel (* 29. Januar 1895 in Ürzig; † 2. Juli 1986 ebenda) war ein deutscher Historiker, Schriftsteller, Lyriker und Politiker (CDU).

## Studium
Christoffel besuchte die Volksschule Ürzig und legte 1914 das Abitur am Friedrich-Wilhelm-Gymnasium Trier. 1914 bis 1916 war er Teilnehmer am Ersten Weltkrieg (zuletzt als Unteroffizier). 1916 bis 1920 studierte Christoffel Philologie, Deutsch und Französisch und Wirtschaftswissenschaften an den Universitäten Münster und Köln. Das Studium schloss er 1920 mit dem Staatsexamen ab, promovierte 1922 zum Dr. phil. mit Geschichte des Weinbaues der Abtei St. Maximin in Trier vom 7. bis 18. Jahrhundert und 1923 zum Dr. rer. pol. mit Die Kurtrierische Weinbau- und Weinhandelspolitik seit dem 16. Jahrhundert und wurde gleichzeitig Dipl.-Kaufmann in Köln.
1924 bis 1945 war er Leiter der Heeresfachschulen für Verwaltung und Wirtschaft in Langensalza, Stuttgart, Konstanz, Ludwigsburg, Berlin und Potsdam. 1942 wurde er Oberstudiendirektor. Während des Zweiten Weltkriegs war er Heeresbeamter im Oberkommando des Heeres (Abteilung Erziehung
und Unterricht).
1945 wurde er Mitinhaber des Weinguts und der Weinhandlung Peter Nicolay KG. Daneben war er als freier Schriftsteller tätig. 1959 bis 1967 war er stellvertretendes Mitglied des Verfassungsgerichtshofs und des Oberverwaltungsgerichts Rheinland-Pfalz.

## Politik
Christoffel trat nach 1945 in die CDP ein, aus der später der Landesverband der CDU Rheinland-Pfalz hervorging. 1946 wurde er Mitglied des Gemeinderats Ürzig und des Kreistags Wittlich und ab 1948 Erster Kreisdeputierter.
Er war 1946/47 Mitglied der Beratenden Landesversammlung und gehörte danach bis 1959 dem Rheinland-Pfälzischen Landtag an. Im Landtag war er in der ersten Wahlperiode Vorsitzender im Kulturpolitischen Ausschuss (ab dem 5. August 1948), und Mitglied im Rechts-, Geschäftsordnungs- und Petitionsausschuss, Wahlprüfungsgericht, Wirtschafts- und Verkehrsausschuss und Zwischenausschuss. In der zweiten Wahlperiode war er Vorsitzender des Kulturpolitischer Ausschusses und Mitglied im Hauptausschuss und Rechts- und Geschäftsordnungsausschuss. In der dritten Wahlperiode war er Vorsitzender im Kulturpolitischen Ausschuss und Mitglied im Weinbau- und Weinwirtschaftsausschuss und Zwischenausschuss.
Daneben war er 1948 bis 1963 Mitglied und zeitweise Vorsitzender des Rundfunkrats des SWF und Mitglied im Verwaltungsrat der Kreissparkasse.

## Auszeichnungen
Karl Christoffel war Ehrenmitglied der Gesellschaft für Geschichte des Weines, Gründungsmitglied und erster Bruderschaftsmeister der Weinbruderschaft Mosel-Saar-Ruwer in den Jahren 1970 bis 1971, danach Ehrenbruderschaftsmeister, Träger des Großen Verdienstkreuzes der Bundesrepublik Deutschland (1959) und Inhaber des Deutschen Weinkulturpreises 1961.

## Werke
- Volk, Bewegung, Reich. Grundlegung für Unterricht und NS-Führung (1944)[2]
- Trost und Weisheit des Weines.
- Weinwallfahrt durchs Moselland.
- Hättest du der Einfalt nicht... Weihnachtsstimmen deutscher Dichtung durch elf Jahrhunderte, ausgewählt von Karl Christoffel (1948)
- Moselland – Rebenland. (1975)
- Wein-Lesebuch. (1977)
- Der Wein in Goethes Leben und Dichtung. (1978)
- Kulturgeschichte des Weines. (1981)